# Араме
Араме (лат. Eisenia bicyclis, яп. 【荒布】) — бура водорость. Синонімічна назва — Ecklonia bicyclis. Поширена у морських водах Східної Азії. Використовується у японській кухні.

## Будова
Плоскі гілясті вирости талому виростають з задерев'янілого стебла. Рослина може досягати 1 метра довжини. Вирости опадають і щороку відростають.

## Поширення та середовище існування
Eisenia bicyclis має обмежений ареал — переважно в Тихому океані навколо Японії. У штучних умовах культивують у Південній Кореї.  